# Casa Senyorial de Svitene
La Casa Senyorial de Svitene (en letó: Svitenes muižas pils; en alemany: Schloss Schwitten) és una mansió a la històrica regió de Semigàlia, al Municipi de Rundāle  de Letònia. L'edifici allotja l'escola de música i art Svitene.